# Абдельхамід Абду
Ібрагім Абдельхамід Абду (араб. إبراهيم عبدالحميد عبده) — єгипетський футболіст, захисник. 

## Кар'єра гравця
На клубному рівні виступав за «Олімпію» (Александрія).

## Кар'єра в збірній
Учасник чемпіонату світу 1934 року в Італії, яку тренував шотландець Джеймс Маккре. Грав у збірній пліч-о-пліч з Махмудом Мохтаром, Мохамедом Латіфом, Абдулрахманом Фавзі та Мустафою Мансуром. На чемпіонаті світу єгиптяни зіграли один матч, в 1/8 фіналу (2:4) проти Угорщини. Абду так і не вийшов на поле в тому поєдинку.